# Az uralkodónő
Az uralkodónő egy amerikai történelmi fikciós romantikus televíziós sorozat, mely I. Mária skót királynő korai hőstetteivel foglalkozik. A Stephanie SenGupta és Laurie McCarthy által létrehozott sorozat
2013. október 17-én a The CW csatornán mutatták be. 2017. június 16-án, négy szezont követően ért véget.
A főbb szerepekben észak-amerikai, ausztrál és brit színészek szerepeltek.

## A sorozat áttekintése
A történelmi inspirációjú, de számos kitalált eseményt és személyt felvonultató sorozat I. Mária skót királynő korai tetteit veszi sorra.
Az első évad 1557-ben indul, mikor Mária a francia udvar lakója, és arra vár, hogy elvegye II. Ferenc francia király, akivel hatéves korában eljegyezték. Máriának meg kell küzdenie a folyamatosan változó politikákkal és hatalmi játékokkal, s ezen felül problémákat jelent Ferenccel való rügyező kapcsolatuk és az, hogy gyengéd érzelmeket mutat feléje Ferenc törvénytelen féltestvére, Bash. Ferenc édesanyja, Medici Katalin titokban megpróbálja megakadályozni a házasságot, mert Nostradamus bizalmas előrejelzése szerint a házasság Ferenc halálát okozza.  A sorozat nyomon követi Mária szolgálóinak, Kennának, Aylee-nek, Lolának és Greernek a sorsait, akik saját maguknak keresnek párt a francia udvarban.
Eközben Máriának is több szerelmével ismerkedhetünk meg a történet során.
A harmadik évadban megjelenik I. Erzsébet angol királynő uralkodása is. Erzsébet királynő, ki féltve őrzi trónját, mindent elkövetne unokatestvére, Mária bukásáért, és mindent megadna titkos szerelméért, aki házas.
Ugyancsak a 3-dik évadban el kell búcsúznunk Ferenctől, ki igazából fülbetegségben halt meg, de a film kedvéért, hogy a jóslat beteljesüljön, Máriáért hal meg.
A negyedik évad Mária uralkodásáról szól. Sok régi szereplő már nem szerepel benne. Sokakat ugyancsak a film kedvéért vettek ki, mint pl. Mária udvarhölgyeit. A valódi életben pedig kiderül, hogy Mária mind az 5 udvarhölgyével visszatér Skóciába, míg a filmben csak egy kíséri vissza, Greer. Greer, mint a valóságban, úgy a filmben is elkíséri egész életén át.

## Szereplők
- I. (Stuart) Mária – Adelaide Kane
- Medici Katalin – Megan Follows
- Bash – Torrance Coombs
- II. Ferenc – Toby Regbo
- I. Erzsébet – Rachel Skarsten
- Greer – Celina Sinden
- Kenna – Caitlin Stasey
- Lola – Anna Popplewell
- II. Henrik – Alan van Sprang
- Narcisse – Craig Parker
- Stuart Jakab, Mária bátyja – Dan Jeannotte